# Петрова, Галина Николаевна
Галина Николаевна Петрова (21.10.1915-16.07.2001) — советский российский геофизик. Доктор физико-математических наук. Главный научный сотрудник ОИФЗ РАН. Лауреат Государственной премии Российской Федерации (2000). Считается одним из основоположников отечественной школы геомагнетизма.  Автор первых исследований переходного режима (1965), первого обобщения мировых результатов и модели механизма инверсий неустойчивого режима геомагнитного поля (1972). 

## Биография
Научная деятельность началась в 1946 году в Институте теоретической геофизики АН СССР. В МГУ в течение многих лет читала студентам курс земного магнетизм, была членом государственной экзаменационной комиссии.
В 2000 году за работу «Геомагнитные циклы в истории Земли» сотрудники коллектива Института физики земли им. О. Ю. Шмидта (ИФЗ РАН) под руководством Г.Н. Петровой, удостоены
государственной премии РФ в области науки и техники.